# 特雷德韋爾 (紐約州)
特雷德韋爾（英語：Treadwell）是位於美國紐約州特拉華縣的非建制地區。

## 歷史
特雷德韋爾的郵局於1895年設立，其後於1986年停運。

## 地理
特雷德韋爾所處的海拔為高於海平面466米（即1529英呎），而該地所採用的時區為UTC-5，即北美东部时区（EST）。同時該地設有夏令時間，為UTC-5調快一小時，即UTC-4（EDT）。